# Ángel Aragonés
Ángel Aragonés (Madrid, 1944) es un pintor, escultor y paisajista español. La vida y el arte de Ángel Aragonés están íntimamente relacionados al pasado y al presente de la ciudad de Madrid. Durante la última década, este artista ha combinado sus varios talentos, movido por un compromiso social profundo que le ha llevado a idear un abanico de proyectos dirigidos a la humanización, el adorno y la restauración del barrio histórico de la capital española. Una de sus localidades favoritas es Las Navas del Marqués (Ávila), donde el artista pasa algunas temporadas de descanso e inspiración.

## Biografía
- Pertenece al BEDA "Bureau of European Designers Associations".
- Miembro fundador de la Asociación de Artistas Plásticos de Madrid. Presidente de la misma en el período 1974-76. Presidente de la Asociación Internacional de Artistas Plásticos de la Unesco (A.I.A.P.) para la Delegación de Madrid. 1974-76.
- Pertenece al Comité Español del Color del Instituto Español de Investigaciones Científicas (C.S.I.C. Ministerio de Educación y Ciencias), bajo la presidencia del científico D. Lorenzo Plaza, en el período 1982-88.
- Fundador de la empresa DODECAEDRO en 1987, dedicada al Diseño Integral, Paisaje y Estética Urbana, diseñando y dirigiendo cuantos proyectos se llevan a cabo, hasta la fecha.
- Miembro fundador de la Asociación Española de Profesionales del Diseño (A.E.P.D.) y miembro de la Junta Directiva en un periodo de siete años (1990 al 1997) y de nuevo desde el año 2004.
- Miembro fundador de VISUAL, entidad de Gestión de Derecho de Autor para las Artes Plásticas.
- Su obra gráfica está representada en el Museo Calcográfico Nacional de Madrid, en la Biblioteca Nacional de Madrid y en el Museo de la Real Academia de Bellas Artes de San Fernando.
- Sus obras murales parecen en la exposición “Mostra Europea La Ciutat i les Mitgeres”, que realiza el Ajuntament de Barcelona.
- Son numerosas sus obras de paisaje y estética urbana, así como las de arte público desde 1980.